# ラリン

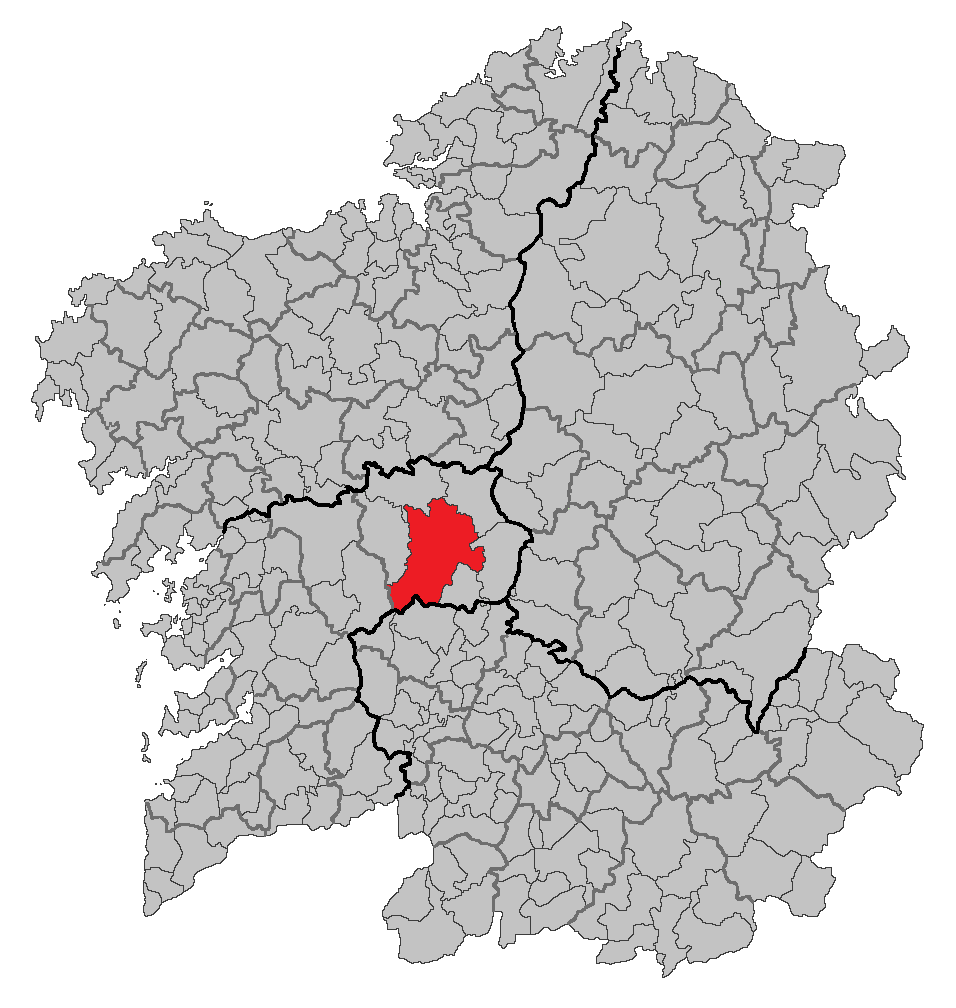

ラリン（Lalín）は、スペイン、ガリシア州、ポンテベドラ県の自治体。コマルカ・デ・デサに属する。自治体の人口は21,254人（2009年）で、そのうち一万人以上が居住する市街地と、農村部にある52の地区に分けられる。ラリンはコマルカ・ド・デサの中心かつ主要な自治体であり、ポンテベドラ県内ではカンガスに次いで7番目の人口規模を有する。2011年の人口は21,127人（2007年：20,867人）、人口密度は64.6人、面積は326.8 km²で県内で最大、ガリシア州では4番目の広さの自治体である。
ラリンはポンテベドラ県の東北部に位置し、シジェーダ、ビラ・デ・クルセスとは北西部で、西部はフォルカレイと、北東部はアゴラーダとロデイロと、南西部はドソンと、そして南部はオ・イリーショの各自治体と境をなす。オウレンセ県の自治体であるイリーショを除き、これらの隣接自治体はすべてポンテベドラ県の同一コマルカに属する。
住民呼称は男女同形のlalinense。
ガリシア語話者の自治体住民に占める割合は97.84％（2001年）。

## 地名の由来
ラリンという地名は、後年（980年）サン・マルテーニョ・デ・ラリン・デ・アリーバ修道院（現サン・マルティーニョ・デ・ラリン教会）が建設されることになるこの地を受け持っていた、デサ伯爵の小作人の一人"Lalino"（ラリーノ）に由来する。

## 地理
ラリンはラリン司法管轄区に属し、同管轄区の中心自治体である。

### 人口
出典:INE（スペイン国立統計局）1900年 - 1991年、1996年 - 

## 政治
2007年の自治体選挙の結果、現在の自治体首長はガリシア国民党（PPdeG）のショセ・クレスポ・イグレシアス（Xosé Crespo Iglesias）、自治体評議員は、ガリシア国民党:13、ガリシア社会党（PSdeG-PSOE）:5、ガリシア民族主義ブロック（BNG）:3となっている。 

## 産業
ラリンは、近隣の自治体ア・エストラーダが「カピタル・デ・モブレ」（家具の中心地）と呼ばれるのと同様に、ガリシアの「カピタル・デ・モーダ」（ファッションの中心地）のひとつである。自治体内にはフロレンティーノ、モントート、トイペス、ゲラルなどのアパレルメーカーの工場が立地している。

## 祭り

### ガストロノミー
エントロイド（カーニバル）の前の日曜日にガリシア風煮込み料理（cocido galego）のフェスティバル、フェイラ・デ・コシードが開催される。

### 巡礼祭り
6月の23、24日にロソン教区でコルピーニョの巡礼祭りがおこなわれる。

## 教区
ラリンは48の教区に分けられる。
- アルバレージョス（サンタ・マリーア）
- アレンパールテ（サンタ・マリーア）
- アンセアン（サンティアーゴ）
- アンソ（サン・ショアン）
- バルシア（サント・エステーボ）
- ベンドイロ（サン・ミゲル）
- ベルメス（サンタ・マリーア）
- ボートス（サン・ショアン）
- ブスト（サン・ファクンド）
- カドロン（サント・エステーボ）
- カンポサンコス（サン・クリストーボ）
- カンガス（サンタ・マリーニャ）
- カストロ・デ・カブラス（サン・ペドロ）
- カタソス（サンティアーゴ）
- オ・セージョ（サン・マルティーニョ）
- セルシオ（サンティアーゴ）
- クリスティミル（サン・シュルショ）
- ドアーデ（サン・ペドロ）
- ドンラミーロ（サンタ・マリーア）
- ドンション（サンタ・バイア）
- フィルゲイラ（サンタ・マリーア）
- ガレーゴス（サン・ミゲル）
- ゴイアス（サン・ミゲル）
- グレサンデ（サンティアゴ）
- ラリン（サンタ・マリーア・ダス・ドーレス）
- レボサン（サンティアゴ）
- ロデイロ（サン・パイオ）
- ロソン（サンタ・バイア）
- マセイラ（サン・マルティーニョ）
- マドリニャン（サント・アドラーオ）
- メイショメ（サンティアーゴ）
- モイメンタ（サン・ロウレンソ）
- モネイシャス（サント・アドラーオ）
- ノセーダ（サンタ・マリーア）
- パルモウ（サン・ショアン）
- パラーダ（サンタ・マリーア）
- プラード（サン・マルティーニョ）
- ロディス（サン・シアーオ）
- サンティーソ（サン・ロマン）
- セージョ（サンティアーゴ）
- ソウトロンゴ（サンタ・マリーア）
- バル・ド・カリオ（サント・アンドレ）
- ア・ベイガ（サン・ラモン）
- ビラノバ（サン・ショアン）
- ビラトゥシェ（サン・ロウレンソ）
- シャシャン（サンタ・マリーア・ダ・サレータ）
- ア・シェスタ（サン・フィス）
- ソブラ（サンタ・マリーニャ）

## 出身著名人
- アントン・ラマサーレス（1954 - 、Antón Lamazares） - 画家。

## ギャラリー

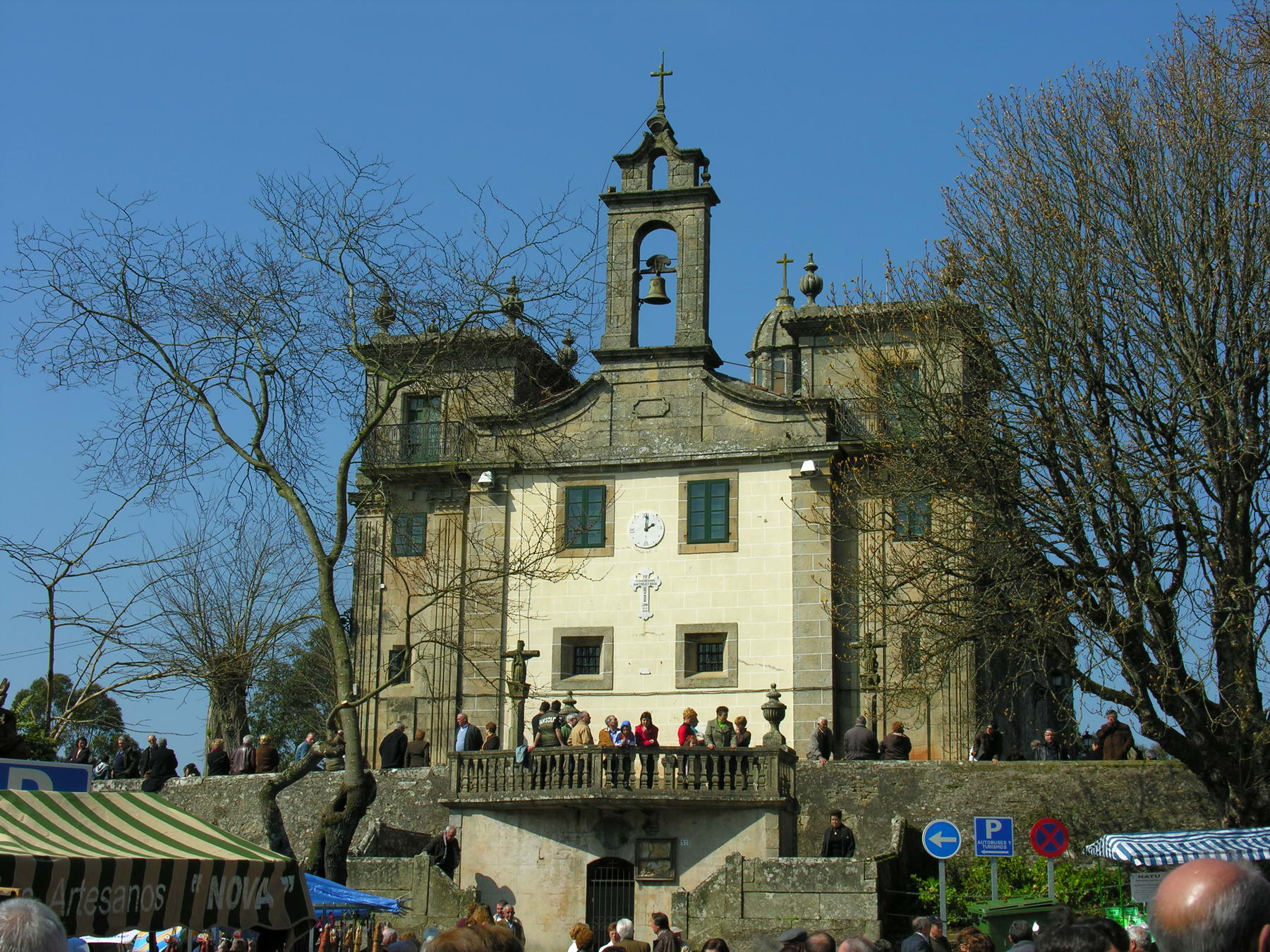
ロソン教区のコルピーニョ巡礼祭り
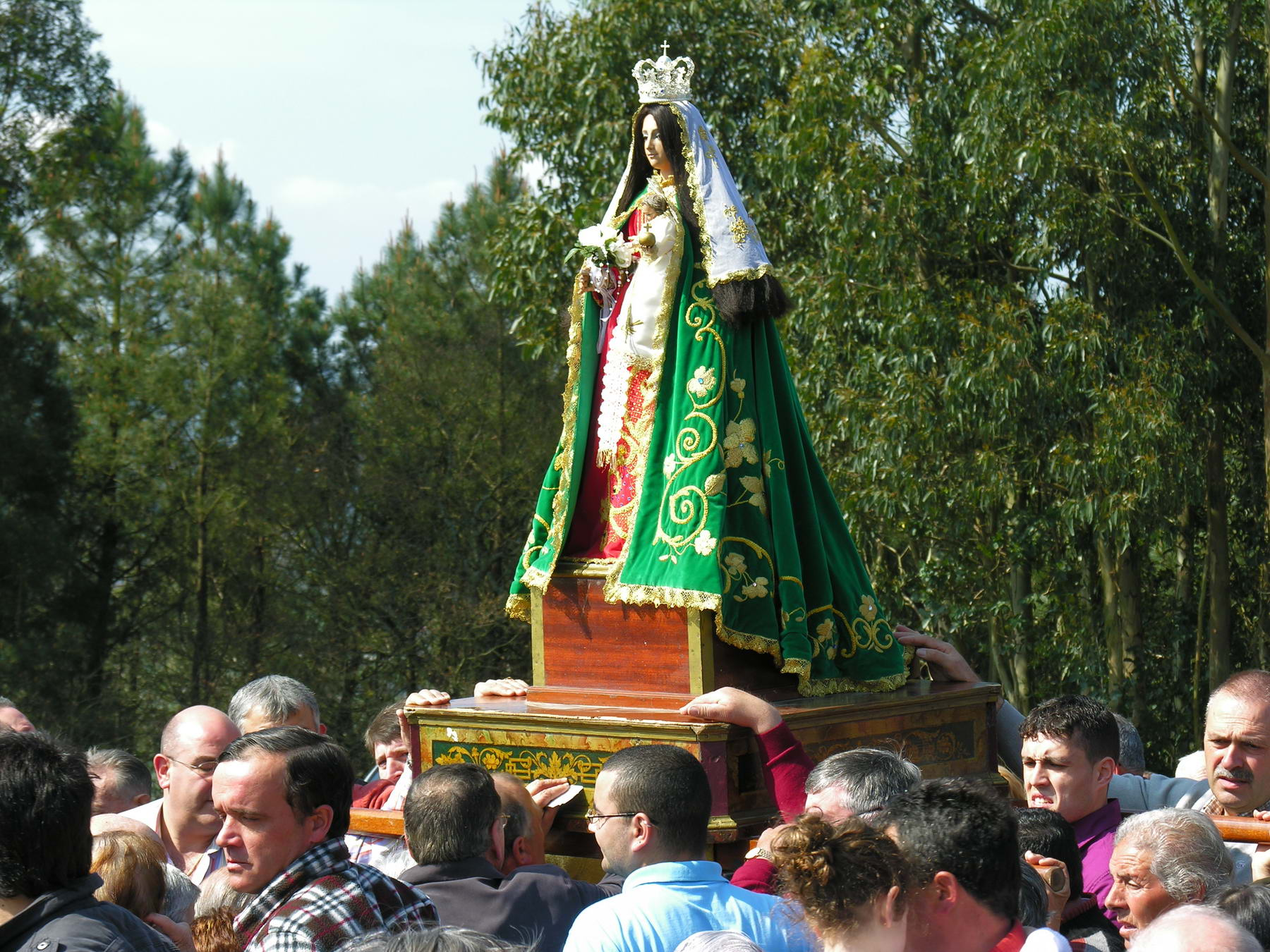
ロソン教区のコルピーニョ巡礼祭り